# Борець Іван Олексійович
Іван Олексійович Борець (* 1898, Бориспіль) — бандурист.
Бандурист Київського радіокомітету, пізніше учасник студії Полтавської капели бандуристів під керівництва Гната Хоткевича. Переїхав у Харків, де став учасником Харківської капели бандуристів.
22 вересня 1937 заарештований за участь у військових формуваннях УНР 1917—1919 та за «входження до керівництва контрреволюційної націоналістичної фашистської організації».
За справою № 49081 Особливою нарадою трійки НКВД згідно зі ст. 54-11 КК УРСР засуджений до розстрілу. Вирок виконано 11 листопада 1937 року в м. Києві.
На неодноразові заяви дружини бандуриста до управління НКВС про долю чоловіка отримано відповідь згідно з таємним Наказом КДБ при РМ СРСР № 108-сс («совершенно секретно») від 24 серпня 1955 року: «Считаем возможным обьявить заявительнице о том, что ее муж Борец Иван Алексеевич в 1937 году был осужден к 10 годам ИТЛ и, находясь в местах заключения 11.11.1941 года умер от кровоизлияния в мозг». Відповіді з подібними формулюваннями отримували практично всі родичі розстріляних за вироками НКВС.